# Ciclismo ai Giochi della XV Olimpiade - Chilometro a cronometro
La competizione del chilometro a cronometro di ciclismo dei Giochi della XV Olimpiade si tenne il giorno 31 luglio 1952 al Helsingin Velodromi di Helsinki, in Finlandia.

## Risultati
| Pos.    | Atleta                   | Nazione          | Tempo  |
| ------- | ------------------------ | ---------------- | ------ |
| Oro     | Russell Mockridge        | Australia        | 1'11"1 |
| Argento | Marino Morettini         | Italia           | 1'12"7 |
| Bronzo  | Raymond Robinson         | Sudafrica        | 1'13"0 |
| 4       | Clodomiro Cortoni        | Argentina        | 1'13"2 |
| 5       | Donald McKellow          | Gran Bretagna    | 1'13"3 |
| 6       | Ib Vagn Hansen           | Danimarca        | 1'14"4 |
| 6       | Ion Ioniţă               | Romania          | 1'14"4 |
| 8       | Johannes Hijzelendoorn   | Paesi Bassi      | 1'14"5 |
| 9       | Henri Andrieux           | Francia          | 1'14"7 |
| 9       | Joseph De Bakker         | Belgio           | 1'14"7 |
| 11      | Malcolm Simpson          | Nuova Zelanda    | 1'15"1 |
| 12      | Lev Tsipursky            | Unione Sovietica | 1'15"2 |
| 12      | Ladislav Fouček          | Cecoslovacchia   | 1'15"2 |
| 14      | Onni Kasslin             | Finlandia        | 1'15"3 |
| 15      | Alfred Arber             | Svizzera         | 1'15"4 |
| 15      | Andoni Ituarte           | Venezuela        | 1'15"4 |
| 17      | Hernán Masanés           | Cile             | 1'15"9 |
| 18      | István Lang              | Ungheria         | 1'16"9 |
| 19      | Luis Ángel de los Santos | Uruguay          | 1'17"0 |
| 20      | Kenneth Farnum           | Giamaica         | 1'17"2 |
| 21      | Kurt Nemetz              | Austria          | 1'17"5 |
| 22      | Frederick Henry          | Canada           | 1'17"6 |
| 23      | Frank Brilando           | Stati Uniti      | 1'17"8 |
| 24      | Gustavo Martínez         | Guatemala        | 1'18"9 |
| 25      | Imtiaz Bhatti            | Pakistan         | 1'21"2 |
| 26      | Tadashi Kato             | Giappone         | 1'23"2 |
| 27      | Suprovat Chakravarty     | India            | 1'26"0 |